# Diòcesi de Muñó
La diòcesi de Muñó (Diocesis Munionis en llatí) va ser una demarcació territorial eclesiàstica del comtat de Castella establerta a inicis del segle x per part del comte Ferran González, i que va ser residència de bisbes fins a finals del segle xi, quan vers el 1075 va ser integrada a la diòcesi de Burgos. La creació d'aquesta diòcesi va de la mà de la conquesta i repoblació del territori castellà al sud del Duero, juntament amb les altres antigues diòcesis del territori: Oca, Amaya, Sasamón i Valpuesta, que com Muñó van acabar integrades a la de Burgos.

## Història
Documentada al inicis del segle x en temps del comte Ferran González, es va instal·lar amb tota probabilitat amb la conquesta de nous territoris als musulmans. Són diverses les opinions que s'han donat sobre aquesta diòcesi: s'havia considerat una residència dels bisbes de Burgos abans d'instal·lar-se a la seu definitiva; la seu provisional de la diòcesi d'Osma, ubicada en un lloc més segur que el lloc d'Osma, a la frontera castellana, haurien estat els bisbes residents de Muñó els encarregats de la repoblació d'aquesta ciutat; i altres l'han vist com una diòcesi més, però de caràcter itinerant, que no tenia una seu fixa. El que és segur és que no era una de les múltiples seus de la diòcesi de Burgos, perquè de les diverses que van existir, hi ha constància de bisbes de totes elles alguns contemporanis entre si, que, en opinió d'Enrique Flórez, invaliden aquesta teoria, a més el mateix autor fa notar un document escrit el 949 al monestir de Cardeña que esmenta explícitament la «Seu de Muñó», que per a ell denota que no era una simple residència episcopal, sinó una diòcesi amb títol propi.
La diòcesi va tenir el seu centre en la fortalesa de Muñó, avui dia desapareguda i propera a Castrojeriz. El lloc és situat sobre una elevació natural que controlava tota la plana que acaba als marges del riu Arlanza, amb jurisdicció militar fins al riu Duero i s'incloïen les localitats de Peñafiel i Sepúlveda i, en termes generals, s'estendria per tot el sud de Castella, al llarg de la plana al·luvial del Duero i afegint-hi l'Extremadura, que aleshores era compresa entre el riu Cega i la serra d'Ayllón, i que tenia part també del futur bisbat de Burgos i el territori de comtat de Monzón. Aquest lloc es va conquerir amb la presa d'Oca i la repoblació definitiva de la línia del riu Duero el 912, segons Dorronzoro es devia aconsellar al comte utilitzar el lloc de Muñó com a seu de la diòcesi que no pas la recent conquerida Osma com a seu diocesana.
En algun moment del segle xi els bisbats s'havien concentrat en un, perquè a finals de la centúria trobem que Amaya i Muñó s'havien unit i, més tard, van acabar incorporats a Sasamón. Finalment, vers el 1075 tots aquests territoris van ser incorporats a la diòcesi de Burgos, juntament amb Oca el 1069 i Valpuesta el 1087.

## Bisbes
La seva llista de bisbes és incompleta, es té constància segura del bisbe Basilio, documentat entre el 932 i 949, però els altres no és segur que pontifiquessin a Muñó. Per exemple, el bisbe Martín, datat entre 963 i 992, se li atribueix aquesta diòcesi, descartant els bisbes de les altres diòcesis de Valpuesta i Oca. Així mateix, Flórez i altres autors acostumen a fer aparèixer en el llistat a Velasco o Belasio, segons les fonts, però d'altres creuen que va ser bisbe d'Oca, així com un tal Lucidio.